# Збег
Збег је склониште избеглица које су напустиле своје домове. То је најчешће привремено склониште удаљено од комуникација, обично у шумама, пећинама и на другим скривеним местима, у којем се испред најезде непријатеља и терора масовно склањало неборачко становништво које је напустило своја насеља са најнужнијом покретном имовином.

## Историја
У балканским земљама збегови се јављају са турском експанзијом у 15. и 16. веку, приликом турских најезди и ратова против њих, као и у каснијим ратовима, бунама и устанцима све до краја Другог светског рата. У Хрватској и Словенији збегови су називани и таборима. У збеговима се становало под импровизованим надстрешницама, у колибама или земуницама, и под ведрим небом. Приликом откривања збега Турци су затечени народ робили и убијали, док су у Првом и Другом светском рату избеглице убијане или одвођене у концентрационе логоре.